# Цефуроксим
Цефуроксим — напівсинтетичний антибіотик групи цефалоспоринів ІІ покоління для перорального і парентерального застосування.

## Фармакологічні властивості
Цефуроксим — антибіотик широкого спектра антимікробної дії, що належить до групи цефалоспоринів ІІ покоління. Як і інші β-лактамні антибіотики, діє бактерицидно. Механізм дії препарату полягає у порушенні синтезу клітинної стінки бактерій. До препарату чутливими є наступні збудники: грампозитивні мікроорганізми — стафілококи (у тому числі ті, які нечутливі до препаратів групи пеніцилінів), стрептококи, більшість клостридій; Borrelia burgdorferi; грамнегативні мікроорганізми —Bordetella spp., сальмонели, нейсерії, Haemophilus spp., клебсієли, Moraxella catarrhalis, Escherichia coli, Proteus spp.; анаеробні бактерії — пептококи, пептострептококи, фузобактерії, пропіонібактерії. Нечутливими до цефуроксиму є лістерія, легіонелли, Pseudomonas spp., Campylobacter spp., Acinetobacter calcoaceticus, Enterobacter spp., Morganella morganii, Citrobacter spp., туберкульозна паличка, рикетсії, хламідії, грибки. Цефуроксим був уперше розроблений компанією «Ґлаксо» (зараз — ГлаксоСмітКляйн) у 1978 році як «Зінацеф» та був схвалений FDA у 1983 році. Завдяки існуванню парентеральних та пероральних (у вигляді цефуроксиму аксетилу) форм випуску цей антибіотик однаково ефективний як при пероральному, так і при парентеральному застосуванні, що додатково дає можливість ступінчатого застосування препарату (перехід від парентерального введення до перорального прийому).

### Фармакодинаміка
При пероральному прийомі добре всмоктується і швидко гідролізується в слизовій оболонці кишечника. Після їжі біодоступність підвищується(від 37% до 52%). При внутрішньовенному введенні максимальна концентрація в плазмі досягається за 15 хвилин, при в/м введенні — 15—60 хв. При пероральному прийомі максимальна концентрація в плазмі після прийому таблеток досягається за 2,5—3 години, при прийомі суспензії — за 2,5—3,5 години. Препарат добре розподіляється в організмі, високі концентрації цефуроксиму спостерігаються в плевральній рідині, мокроті, в суглобовому випоті, в кістковій тканині, жовчі, спинномозковій рідині (при запаленні мозкових оболон), у внутрішньоочній рідині, міокарді, шкірі та м'яких тканинах. Цефуроксим проникає крізь плацентарний бар'єр та виділяється в грудне молоко. Цефуроксим не метаболізується, виводиться із організму нирками у незміненому вигляді. Період напіввиведення препарату становить у середньому 1,5 години (89% цефуроксиму виводиться із організму протягом 8 годин, повністю препарат виводиться протягом 24 годин), у новонароджених період напіввиведення вищий у 3—5 разів, у хворих із порушенням функції нирок період напіввиведення збільшується.

## Показання до застосування
Цефуроксим показаний при інфекційно-запальних захворюваннях, що спричинені чутливими до препарату збудниками: при сепсисі, бактеріальній септицемії, перитоніті, менінгіті; інфекціях дихальних шляхів — пневмоніях (у тому числі для ступінчатого застосування), бронхітах, бронхоектатичній хворобі, абсцесі легень; інфекціях ЛОР-органів — синуситах, тонзилітах, фарингітах, середньому отиті; інфекціях сечостатевої системи — уретриті, гострому та хронічному пієлонефриті, циститі, симптоматичній бактеріурії; інфекціях шкіри та м'яких тканин (бешиха, ранові інфекції, піодермія, фурункульоз); інфекціях кісток і суглобів — остеомієліті, септичному артриті; інфекціях органів малого тазу; інфекціях травної системи; гострому гонококовому уретриі і цервіциті; для профілактики інфекційних ускладнень після операцій.

## Побічна дія
При застосуванні цефуроксиму можуть спостерігатись наступні побічні ефекти:
- Алергічні реакції та реакції з боку шкірних покривів — нечасто (1/1000—1/100) висипання на шкірі, свербіж шкіри, кропив'янка, медикаментозна гарячка, сироваткова хвороба; поодинокі випадки (1/10000—1/1000) — синдром Стівенса-Джонсона, синдром Лаєлла, анафілактичний шок, бронхоспазм.
- З боку травної системи — часто (1/100—1/10) діарея, нудота, блювання, кандидоз порожнини рота, рідко (1/1000—1/100) псевдомембранозний коліт, дуже рідко (1/10000—1/1000) транзиторний токсичний гепатит та холестатична жовтяниця.
- З боку нервової системи — зрідка (1/1000—1/100) головний біль, запаморочення, дуже рідко (< 1/10000) сплутаність свідомості, збудження, нервозність, судоми, зниження слуху.
- З боку сечостатевої системи — рідко (1/1000—1/100) інтерстиціальний нефрит.
- Зміни в лабораторних аналізах — часто (1/100—1/10) еозинофілія, рідко (1/1000—1/100) лейкопенія, нейтропенія, тромбоцитопенія, анемія, гемолітична анемія; у поодиноких випадках спостерігалось підвищення рівня активності у крові амінотрансфераз, лактатдегідрогенази і лужної фосфатази, підвищення рівня сечовини та креатиніну в крові, підвищення рівня білірубіну в крові, поява псевдопозитивної реакції Кумбса, агранулоцитоз.
- Місцеві реакції — при внутрішньом'язовому введенні може відмічатись болючість, при внутрішньовенному введенні — флебіти.

Згідно проведених клінічних досліджень в Україні при застосуванні цефуроксиму спостерігався дуже низький рівень побічних реакцій. При проведенні клінічних досліджень у Франції цефуроксим застосовувався у пацієнтів із уже встановленою алергією на інші бета-лактамні антибіотики, та його застосування у таких хворих не призводило до збільшення кількості побічних ефектів.

## Протипоказання
Цефуроксим протипоказаний при підвищеній чутливості до препарату або до інших цефалоспоринових антибіотиків. З обережністю застосовується препарат при вагітності (особливо в першому триместрі), годуванні грудьми, нирковій недостатності, наявність у анамнезі кровотеч із шлунково-кишкового тракту.

## Форми випуску
Цефуроксим випускається у вигляді таблеток по 0,125 ;0,25 і 0,5 г.; порошку в флаконах для ін'єкцій по 0,25 ;0,75 і 1,5 г. та порошку для приготування 2,5% суспензії для прийому всередину.